# Pieter Bulling
Pieter Bulling (Invercargill, 2 marzo 1993) è un ex pistard neozelandese.

## Carriera
Nel 2015 si è laureato campione del mondo nell'inseguimento a squadre, insieme ai compagni di nazionale Alex Frame, Regan Gough e Dylan Kennett, ai Mondiali di Saint-Quentin-en-Yvelines; si è ritirato dall'attività agonistica nel gennaio del 2018, a soli 24 anni, a causa di contrasti con la federazione neozelandese.

## Palmarès
- 2013

Campionati oceaniani, Inseguimento a squadre (con Aaron Gate, Dylan Kennett e Marc Ryan)
- 2015

Campionati del mondo, Inseguimento a squadre (con Regan Gough, Dylan Kennett, Alex Frame e Marc Ryan)
- 2016

Campionati neozelandesi, Inseguimento individuale

## Piazzamenti

### Competizioni mondiali
- Campionati del mondo

Montichiari 2010 - Inseguimento a squadre Junior: 4º
Montichiari 2010 - Corsa a punti Junior: 4º
Montichiari 2010 - Americana Junior: 7º
Cali 2014 - Inseguimento a squadre: 3º
Saint-Quentin-en-Yvelines 2015 - Inseguimento a squadre: vincitore
Saint-Quentin-en-Yvelines 2015 - Americana: ritirato
Londra 2016 - Inseguimento a squadre: 7º
Londra 2016 - Americana: 11º
Hong Kong 2017 - Inseguimento a squadre: 2º
- Giochi olimpici

Rio de Janeiro 2016 - Inseguimento a squadre: 4º